# Stolephorus
Stolephorus là một chi cá trong họ Engraulidae.

## Các loài
Hiện tại ghi nhận được 20 loài trong chi này:
- Stolephorus advenus Wongratana, 1987
- Stolephorus andhraensis Babu Rao, 1966
- Stolephorus apiensis (D. S. Jordan & Seale, 1906)
- Stolephorus baganensis Hardenberg, 1933 - Cá cơm.[2]
- Stolephorus brachycephalus Wongratana, 1983
- Stolephorus carpentariae (De Vis, 1882)
- Stolephorus chinensis (Günther, 1880): Cá cơm Trung Hoa[2][3]
- Stolephorus commersonnii Lacépède, 1803: Cá cơm thường[2][3]
- Stolephorus dubiosus Wongratana, 1983: Cá cơm Thái.[2]
- Stolephorus holodon (Boulenger, 1900)
- Stolephorus indicus (van Hasselt, 1823):Cá cơm Ấn Độ[2][3]
- Stolephorus insularis Hardenberg, 1933: Cá cơm trắng.[2]
- Stolephorus multibranchus Wongratana, 1987
- Stolephorus nelsoni Wongratana, 1987
- Stolephorus pacificus W. J. Baldwin, 1984
- Stolephorus ronquilloi Wongratana, 1983
- Stolephorus shantungensis (G. L. Li, 1978)
- Stolephorus teguhi Seishi Kimura, K. Hori & Shibukawa, 2009
- Stolephorus tri (Bleeker, 1852): Cá cơm săng, cá cơm sọc tiêu[2][3]
- Stolephorus waitei D. S. Jordan & Seale, 1926[2]